# One Step Further
Chansons représentant le Royaume-Uni au Concours Eurovision de la chanson
Making Your Mind Up
(1981) I'm Never Giving Up
(1983)
One Step Further (en français Un pas en avant) est la chanson représentant le Royaume-Uni au Concours Eurovision de la chanson 1982. Elle est interprétée par Bardo, duo formé par Sally Ann Triplett et Stephen Fischer.

## Histoire
Bardo est choisi pour représenter le Royaume-Uni au Concours Eurovision de la chanson en remportant le concours de sélection. La chanson était favorite.
La chanson est la quatrième de la soirée du Concours Eurovision. L'orchestre joue l'air dans un style rétro. À la fin de la soirée, la chanson finit 7e avec 76 points ; le Luxembourg et l'Autriche lui accordent chacun douze points.
La version du single et les versions live montrent une musique électronique populaire des années 1980 et paraît plus contemporain que d'autres chansons du Concours Eurovision.
Malgré une erreur grammaticale dans le texte, la BBC ne demande pas la correction pour le Concours comme elle l'avait demandé auparavant.
Après le Concours Eurovision, la chanson atteint la deuxième place des ventes de singles au Royaume-Uni.

## Source de la traduction
- (en) Cet article est partiellement ou en totalité issu de l’article de Wikipédia en anglais intitulé « One Step Further » (voir la liste des auteurs).